# Renard R-42
Die Renard R-42 war ein Projekt für ein Jagdflugzeug des belgischen Flugzeugbauers Alfred Renard.

## Geschichte
Die Renard R-42 war nach der R-40 das zweite Flugzeug von Renard, das mit einer Druckkabine ausgestattet werden sollte. Sie basierte auf der R-40, wies aber einen Doppelrumpf auf. Damit glich sie der US-amerikanischen North American F-82 und der Doppelrumpfversion der deutschen Messerschmitt Bf 109. Die Renard R-42 sollte auch mit einem Schleudersitz ausgestattet werden. Obwohl der Entwurf sehr modern war, zeigte die belgische Regierung kein Interesse und es wurde kein Prototyp hergestellt. Beim Ausbruch des Zweiten Weltkriegs versuchte Renard vergeblich, die Pläne nach Frankreich in Sicherheit zu bringen.

## Projektierte technische Daten
| Kenngröße        | Daten    |
| ---------------- | -------- |
| Länge            | 8,95 m   |
| Flügelspannweite | 14 m     |
| Masse            | 4000 kg  |
| Geschwindigkeit  | 650 km/h |